# 扎布日亞 (沃倫州)
51°21′32″N 23°41′35″E / 51.35889°N 23.69306°E

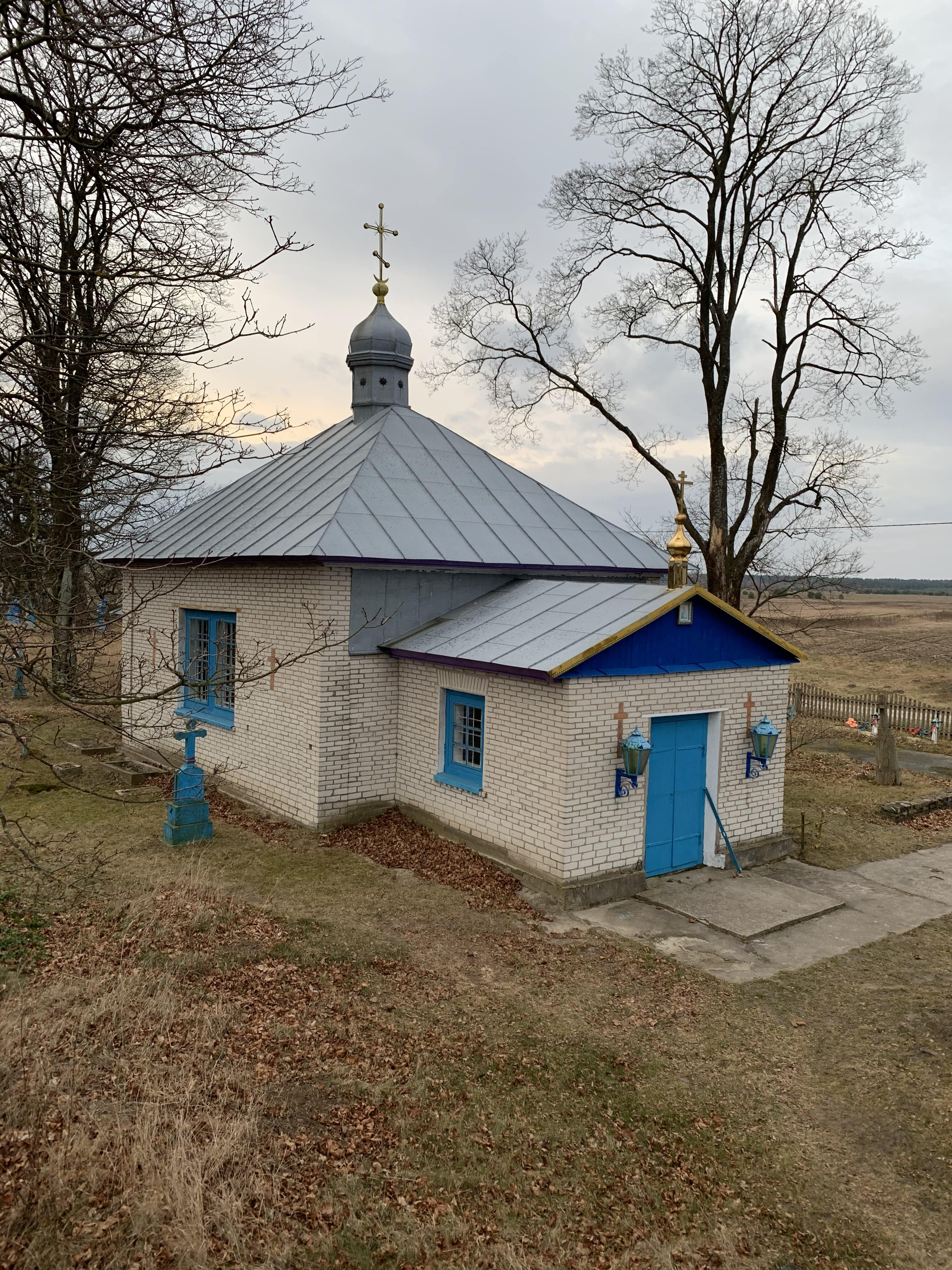
教堂

扎布日亚（烏克蘭語：Забужжя），是烏克蘭的村落，位於該國西部沃倫州，由科韋利區里夫内市镇負責管轄，面積2.18平方公里，海拔高度170米，2001年人口829，人口密度每平方公里380.28人。